# 진자앙

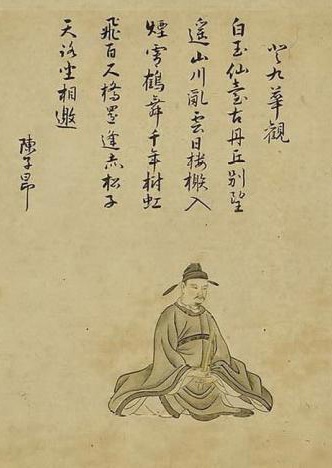

진자앙(陳子昂, 661년~702년)은 당나라의 시인이다. 자는 백옥(伯玉)이고, 안휘성 출신이다.
열여덟 살까지 술에 취해 살아서 글씨를 읽고 쓸 줄 몰랐다. 하지만 배운 것이 없는 자신이 한심하여 공부를 시작하게 되었다. 고향 가까이의 긴가산에서 학문에 힘써 진사에 합격하게 되었다. 당시 당 고종이 죽어 묘지 위치 선정 문제가 일어났는데 진자앙은 이 문제에 대해 당 조정에 건의하여 그 공로를 인정받고 린대정자(麟臺正字)라는 벼슬을 맡게 되었다. 696년에는 거란 토벌군의 참모를 맡기도 하였다. 하지만 전과가 나지 않아 직위가 낮아졌다. 그리고 얼마 뒤 늙은 부모를 돌보기 위해서 귀향하였으나, 아버지가 사망하면서 충격을 받아 사망하였다.

## 한국어 번역
- 주기평·강민호·서용준·김수희·홍혜진·정세진·임도현 옮기고 풀이함, 《진자앙 시》, 학고방, 2017년 9월 29일